# 聖加大利納
锡耶纳的圣加大利纳（義大利語：Santa Caterina da Siena，1347年3月25日—1380年4月29日），意大利錫耶納人，14世纪天主教的圣人、教会圣师、道明會第三修會会士、經院哲學的哲學家和神學家。她曾經幫助教宗额我略十一世在1376年把圣座的教廷由法國亞維農遷回意大利羅馬，并促使意大利各城国间建立和平。加大利納被視為中世紀天主教最傑出的人物之一，這不僅因她對教宗歷史發展的重大影響，也因其豐富的著作。她促成了教宗從亞維農返回羅馬，並多次奉教宗差遣執行外交使命，這在中世紀女性中極為罕見。她的《對話錄》、數百封書信與數十篇祈禱文，也使她在義大利文學史上佔有一席之地。
1939年教宗庇护十二世将其与阿西西的聖方濟各一同定為意大利的主保聖人。1970年10月3日，由於她豐富的神學著作，教宗保禄六世封其为教会圣师（Dottore della Chiesa）。1999年10月1日，教宗若望保祿二世在歐洲主教大會開幕宣佈圣加大利纳，連同瑞典的聖貝及達和德国修女聖德蘭本篤，為歐洲的女主保聖人。

## 早年生活

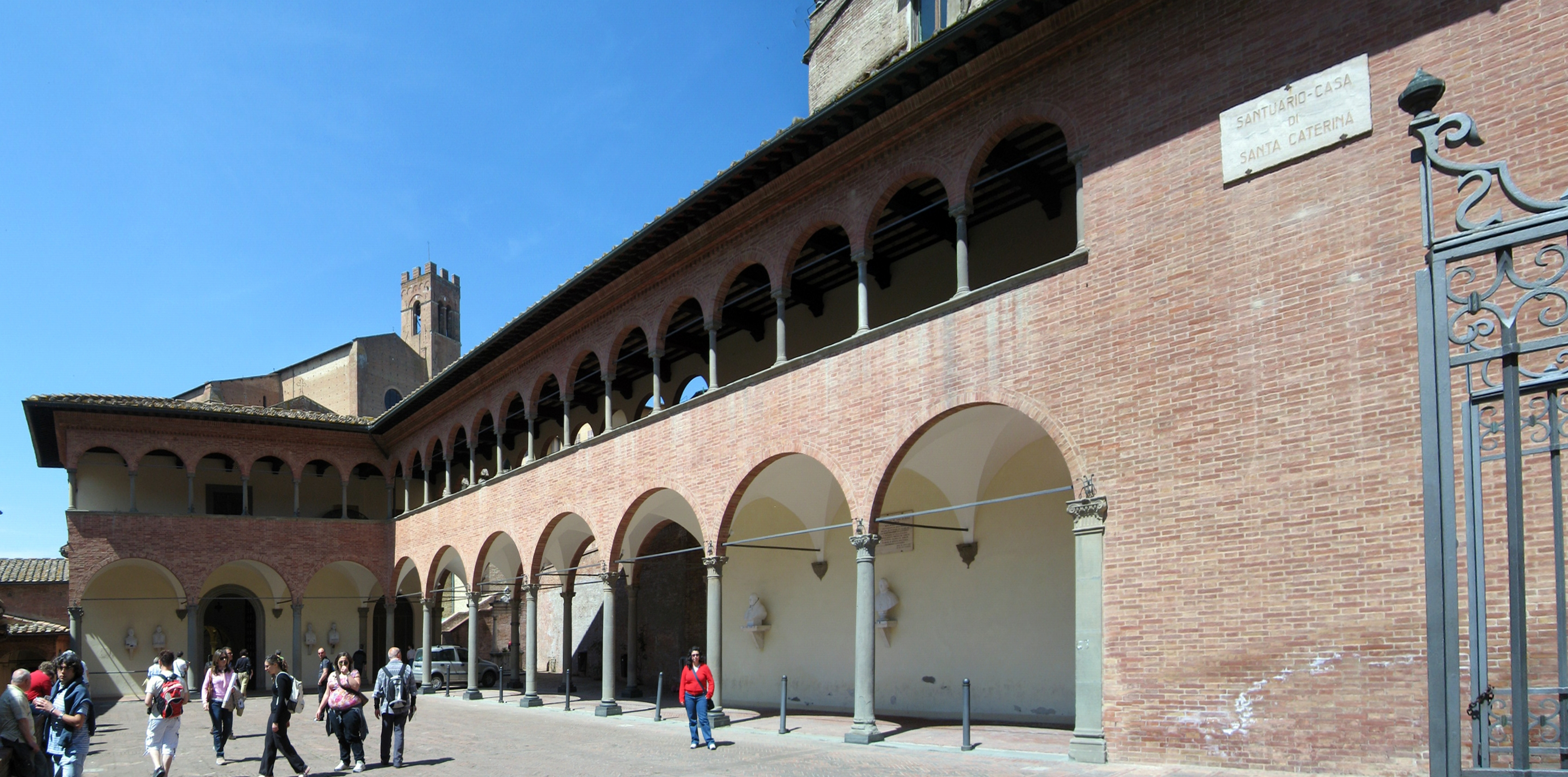
加大利纳的家，位于锡耶纳

加大利纳于1347年圣母领报瞻礼日诞生于錫耶納的鵝區。父亲雅各布·貝寧咖薩（Jacopo Benincasa）是一名染工，母親為拉帕·皮阿茜提（Lapa Piacenti），兩人共生有子女二十五人，加大利纳与另一个孪生妹妹喬瓦娜（Giovanna）為最小，不幸的是妹妹出生后不久便夭折。
加大利纳幼年时，已热爱天主，上下楼梯时每走一级，跪地念《圣母经》一遍。六岁时，同她哥哥出城看望长姐，半路上经过圣堂，突见耶稣在堂顶显现，圣伯多禄、圣保禄和圣若望等宗徒随侍在旁。耶稣对她微笑，并举手降福她，加大利纳神魂超拔，呆立甚久。哥哥催促她快走，加大利纳说，“你若能看见我所看见的事，就不会催我走了。”当加大利纳再定睛注视，耶稣已隐没不见，她不禁含泪长叹。
12岁时，加大利纳听从父母的婚姻劝告，对发型服饰稍加注意。但不久，她就后悔起来，服装朴素，不施脂粉。她一再向父母声明，终身守贞不嫁。为了表示决心，用剪刀将秀发剪去。母亲大怒，罚她操苦工，一天到晚责骂她，饮食也不准同兄弟姐姐们同席。加大利纳默默忍受这些。后来，她在《上主上智眷顾》一书中，自述道：天主叫她在心里开一间小房，尽管外面的苦难纷纷而来，她照常可以和天主密谈，一点也不会受到外界事物干扰。

## 多明我第三会与隐居
后来，父母见加大利纳意志坚定，便准她守贞不嫁。当时中世纪的传统，若妇女坚持不嫁，未来唯一的道路就是去修道院做修女。但是做修女前必须要有异象出现。自此，她在自己小室内，念经祈祷，勤操苦行，夜间睡在地板上。其后，她加入多明我第三会，这也是她多年来的愿望。
加大利纳虽有时心里体会来自上主的安慰，可是她常受种种考验。魔鬼常常用各种办法，诱惑她犯罪。加大利纳一心依靠天主，克服各种诱惑。有一次，天主表面上似乎把她弃置一旁，她心里很难受，诱惑退后，耶稣显现给她。她哀哭道：“主呀，方才魔鬼围困我，你在哪里？”耶稣说：“那时，我在你心里，帮助你抵抗魔鬼的诱惑。”接着，耶稣安慰了她，劝她不要难受。因为考验的时期快过去了。

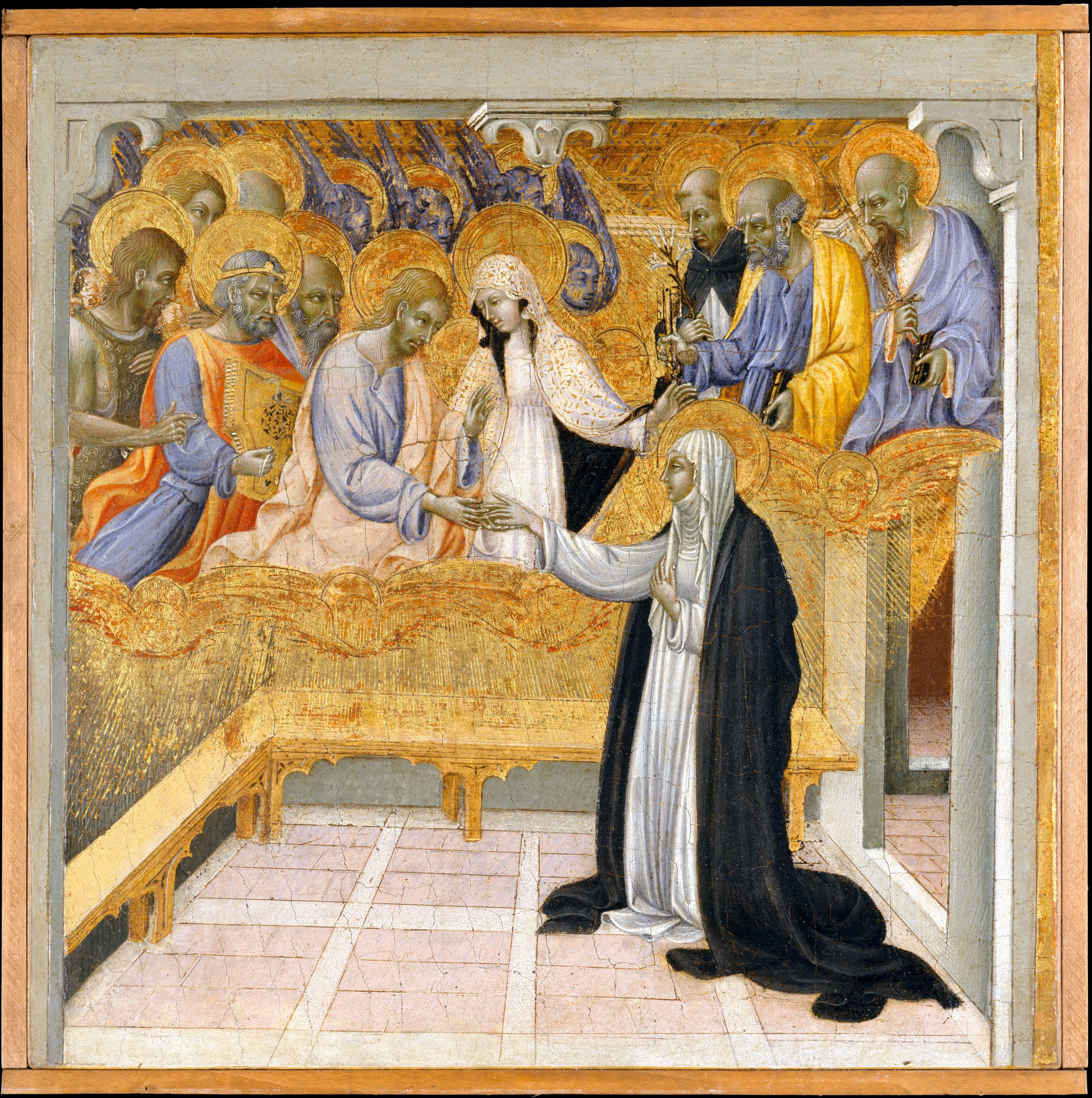
乔凡尼·第·保禄, 圣加大利纳的神婚

1366年，耶稣又显现给她，圣母玛利亚与一群天使立在耶稣旁边。圣母拉着加大利纳的手，耶稣把一只指环戴在她手上，作为他与加大利纳缔结神婚的印记。自此，加大利纳手上真的有一只结婚戒指，可是除了她以外，别人都无法看见。这一事件后来成为许多艺术作品的灵感来源。
不久以后，加大利纳获得并遵照天主的启示而结束隐居生活，出外传教做拯救灵魂的工作。

## 圣德彰显

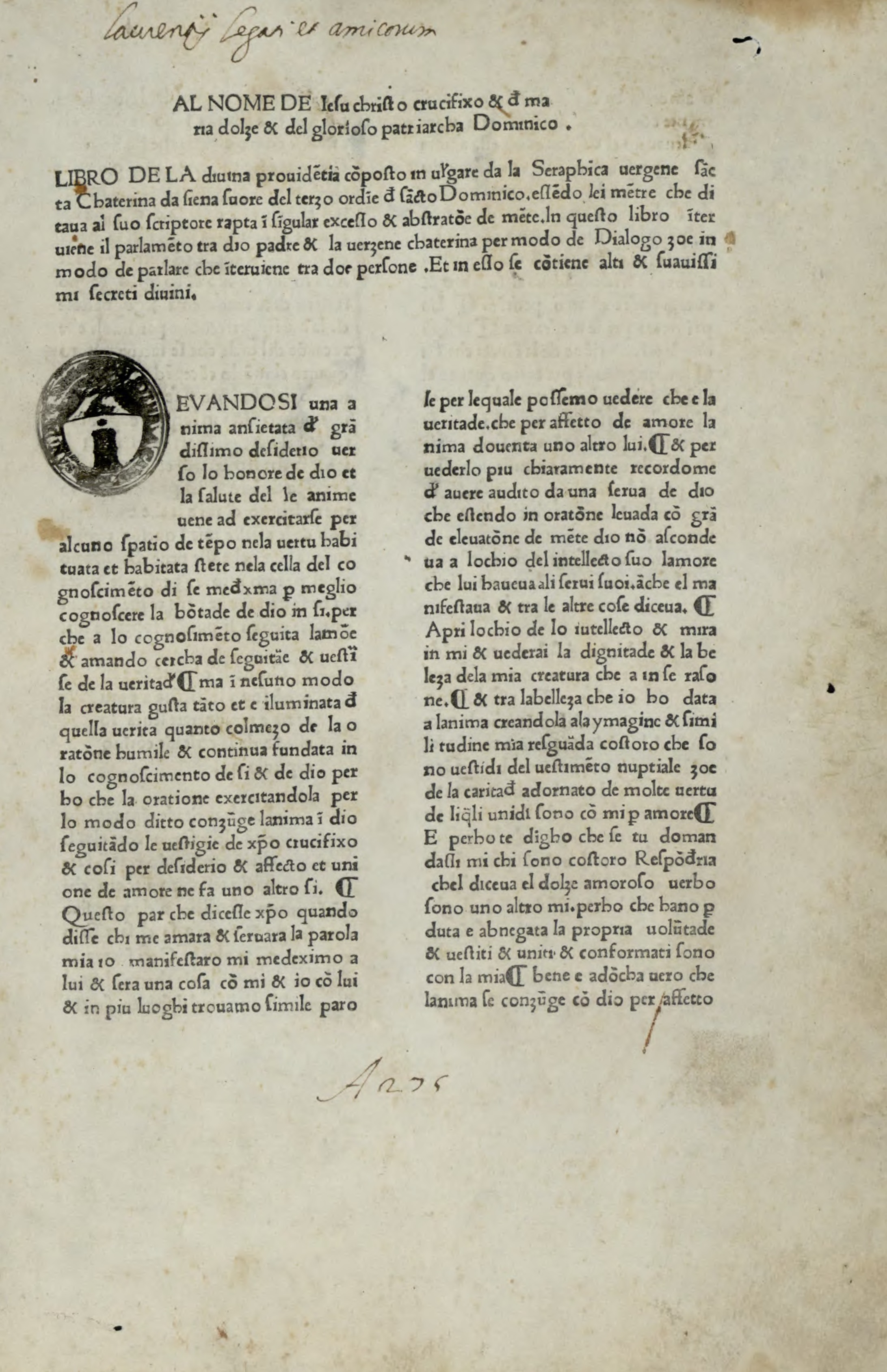
Libro della divina dottrina, c. 1475

如同别的多明我第三会会士一样，加大利纳常去医院侍候病人。可是她往往选择最令人憎恶的病症。医院里有两个女病人，一个患癌症，一个患麻风病。那两个人脾气很坏，常与她无理取闹，恶言辱骂。圣女一味忍耐，用言行感化她们，到后来两人都愧悔，成了热心的教友。
耶稣曾对加大利纳说：“我希望你对别人多行爱德善行，通过这些爱德善行与我更密切地结合。”耶稣向她显现的次数越来越频繁。不但在她一人居小室的时候，而且在公共场合也有。当她在教堂里望弥撒或领了圣体以后，常有神魂超拔的情况，念经祈祷时，身体往往被提升空中。
有好几位神父、修士、修女，常向加大利纳请教灵修方法。他们非常尊敬加大利纳，称她为“姆姆”，加大利纳也待他们如子女一般，指示他们如何行善避恶，修德成圣。
加大利纳圣德的名声在当时已是众所周知。有些人不免对她有所嫉妒，指控她是沽名钓誉的伪君子。因此，加大利纳一度被召出席佛罗伦萨多明我会全体大会，大会对加大利纳的一切行为详细调查后，充分肯定了那些控告纯属无中生有。
过了一个时期，多明我会会士真福雷蒙加布（Bl. Raymond of Capua）被指定为加大利纳的神师。雷蒙加布是一位有才学和见识的神父（后来当选多明我会总会长），他非常钦佩加大利纳的才德，后来为她做传记Legenda Major。
就在加大利纳回到锡耶纳时，瘟疫盛行，死亡人数不计其数。加大利纳蒙着生命危险照顾病人，劝他们领洗，并亲手埋葬亡者。有好几位神父因常与病人接触，染上疫病，赖加大利纳细心看护，才保全生命。
加大利纳除照顾病人外，常往监狱探视囚犯，安慰他们，照顾他们的灵魂。有一位骑士，出言不慎，冒犯了国君，被判死刑。加大利纳到监狱劝他行告解圣事。那骑士在狱中望弥撒，领圣体。行刑时，加大利纳在刑架旁陪伴，骑士从容赴死。事后，她追忆道：“那时，我看见耶稣接引骑士的灵魂，冉冉升天。”
许多信友纷纷向加大利纳请教一切灵修问题，有三位多明我会神父负责给那些信友听告解。

## 受圣伤
1375年的一天，加大利纳在比萨圣基斯定堂望弥撒，领圣体后，突然神魂超拔。就在那时她的双手双足和肋部出现了五伤，鲜血淋淋，加大利纳感到异常疼痛，当场昏厥。这些圣伤在她生前，(应她自己的要求)只有她一人能看见，待她死后，伤痕才显出来，人人可见。
那时意大利若干城市（如佛罗伦萨共和国）与教宗发生误会，加大利纳也不顾生命危险，往佛罗伦萨调解争端。
1376年6月18日亲临法国亚维农觐见教宗额我略十一世，劝教宗返回罗马。教宗接受她的劝告，于9月13日由亚维农起程经马赛，热那亚返回罗马。

## 逝世与列圣品

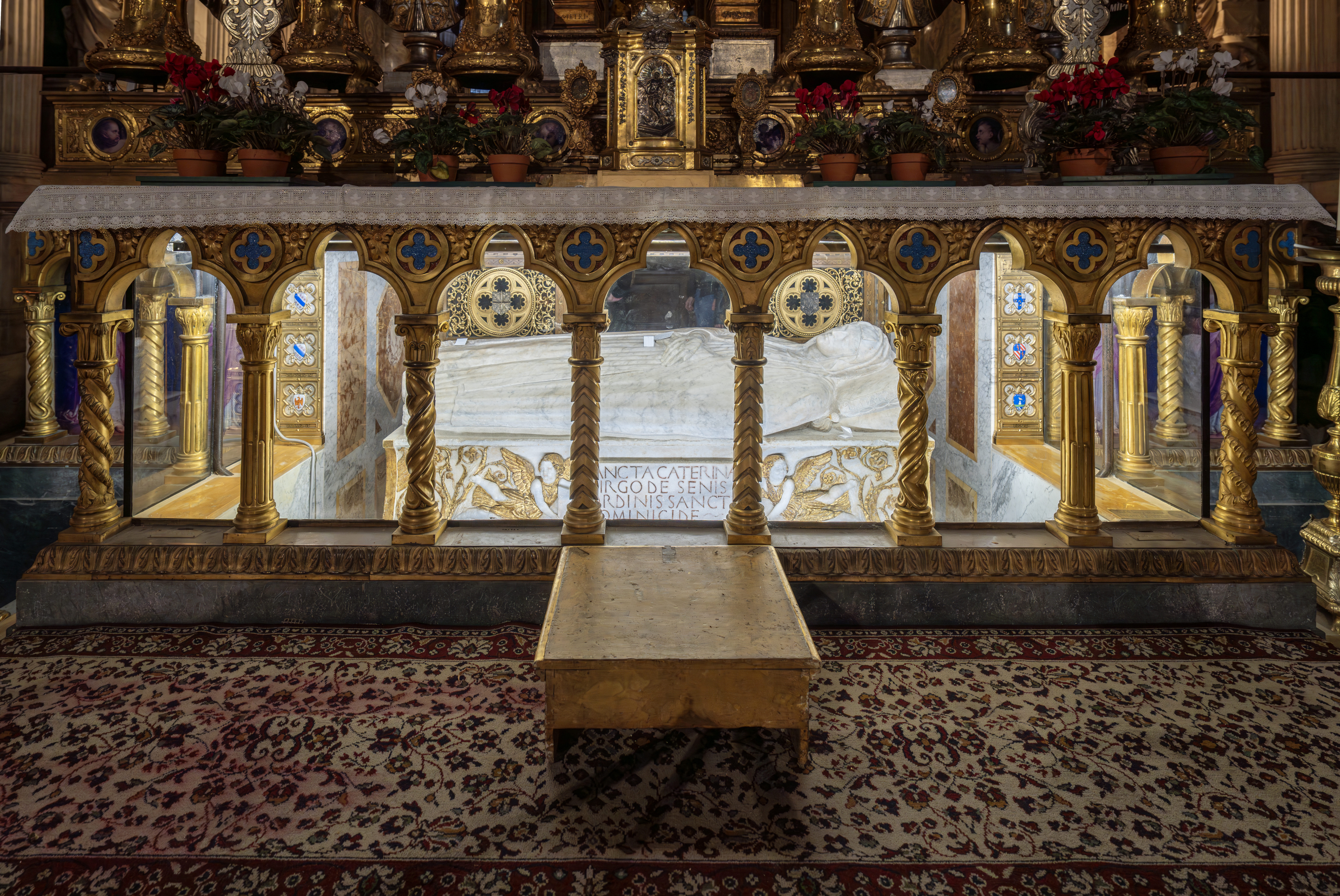
圣加大利纳的石棺，位于罗马Santa Maria sopra Minerva教堂的祭坛下。

加大利纳一生为教会服务，任劳任怨。1380年突患重病，半身不遂。4月29日安然逝世于罗马，年仅33岁。
加大利纳于1461年荣列圣品。1970年，被教宗保禄六世尊为圣教会的圣师。

## 作品
加大利纳编写灵修书籍，共四大卷，即著名的《對話錄》（The Dialogue），还有书信381封，对各项灵修问题，有很精准的见解，也给读者提供了当时教会历史的宝贵资料。

## 艺术形象

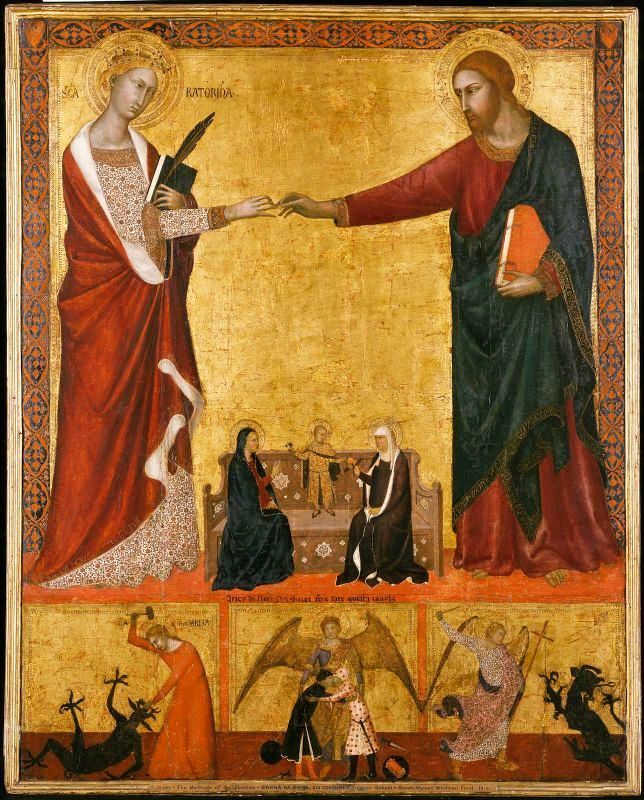
"圣加大利纳的神婚" 作者不明，约于 1340，位于波士顿。
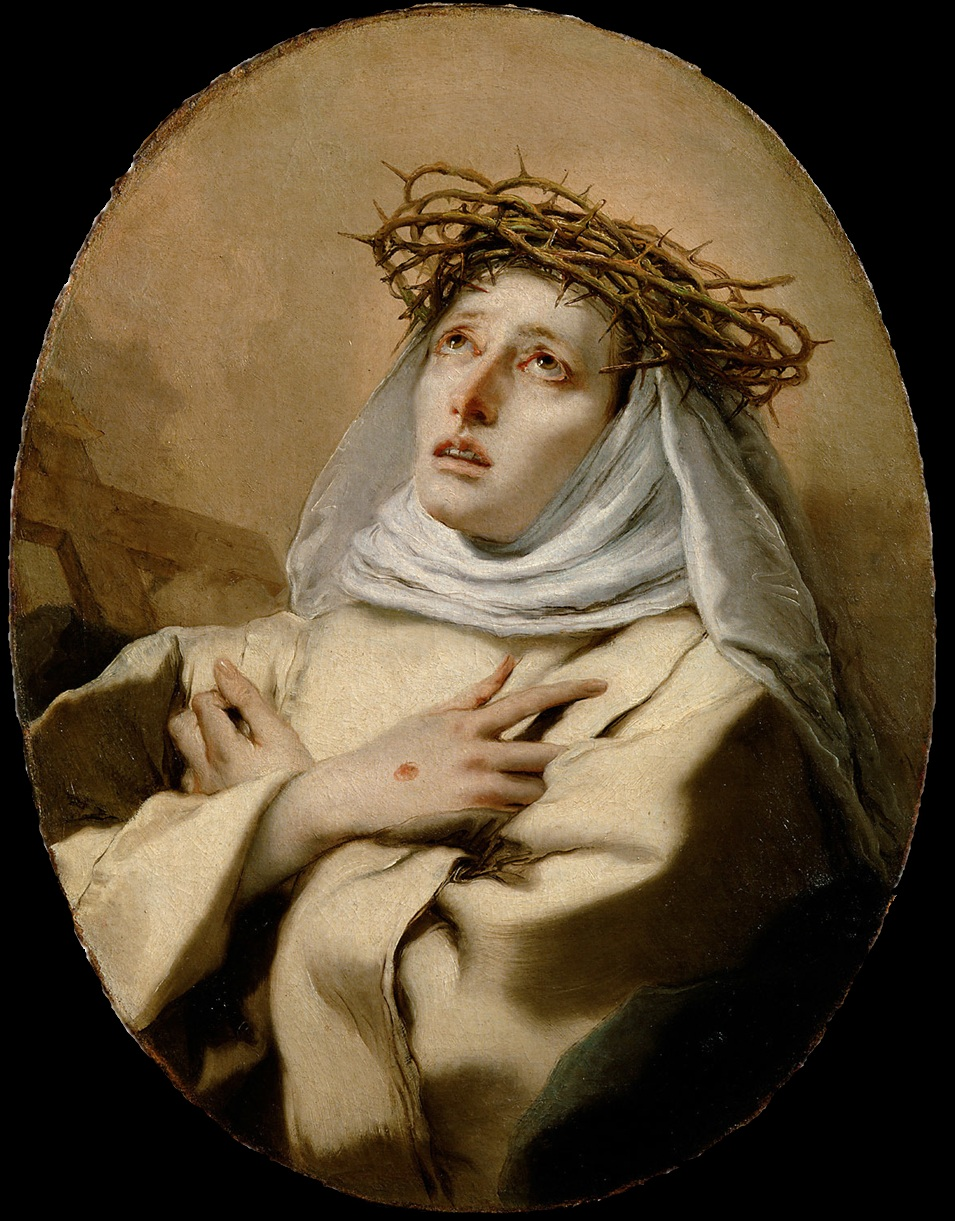
Giovanni Battista Tiepolo, "瑟纳的圣加大利纳"，约于 1746，位于奥地利，维也纳美术历史博物馆。
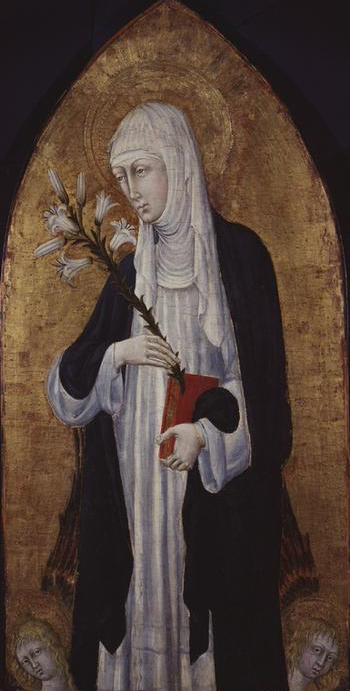
Giovanni di Paolo, "瑟纳的圣加大利纳"，约于 1475，蛋彩画油画。位于英格兰剑桥，福格艺术博物馆。
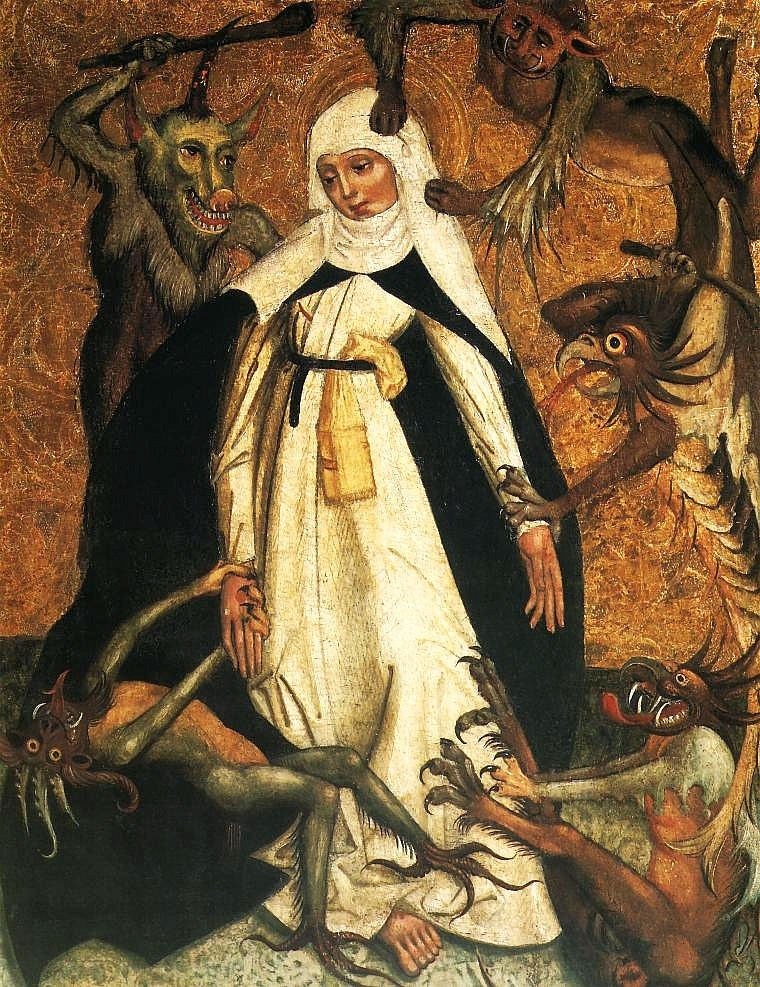
"受魔鬼围困的加大利纳" 作者不明, 约于 1500, 油画板蛋彩画。波兰华沙，国家博物馆。
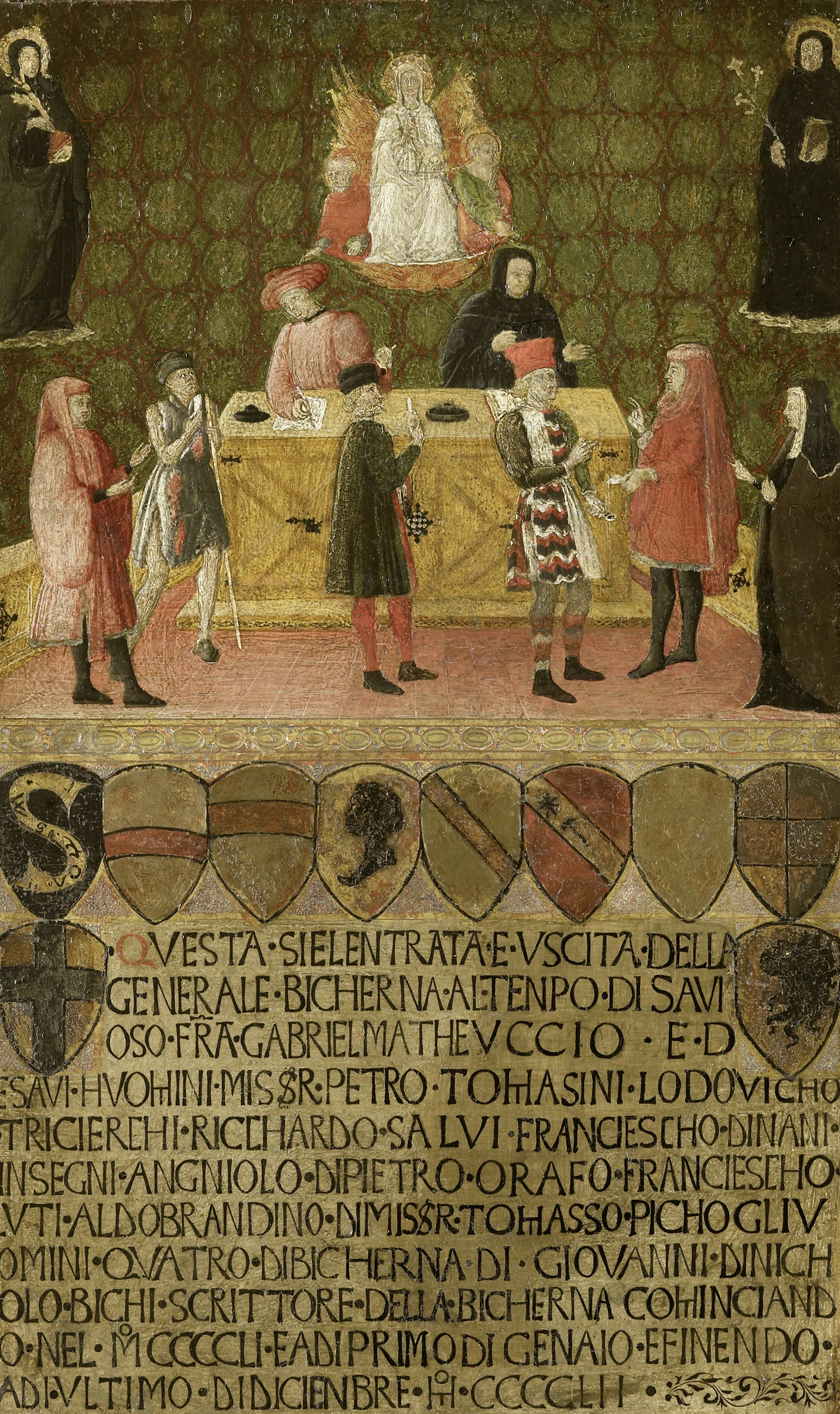
"The office of the taxcollector (biccherna) of Siena" 作者不明，1451 - 1452，荷兰，阿姆斯特丹国立博物馆。
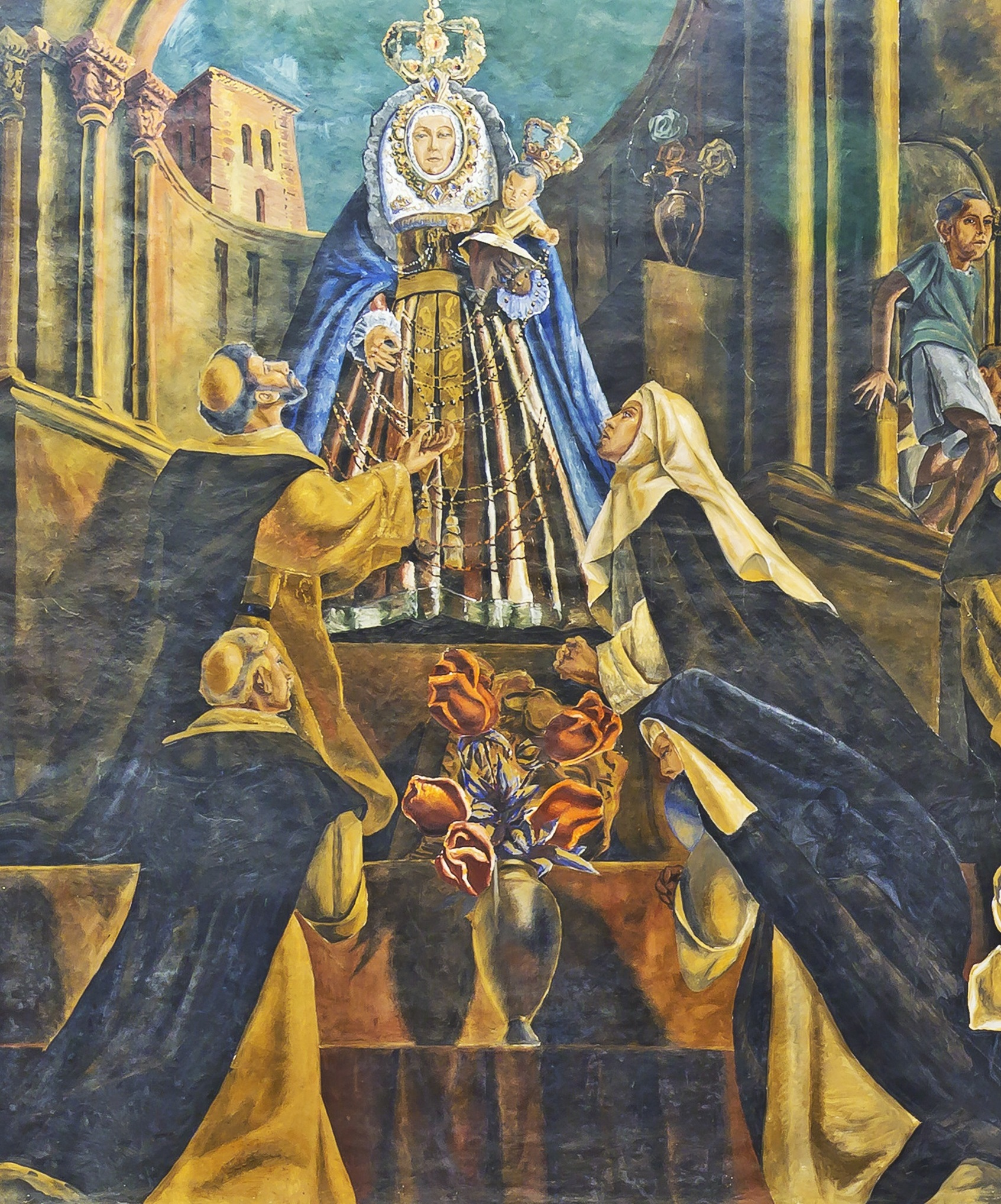
这幅壁画描绘了童贞圣母将玫瑰给予圣道明。同时，场景中出现了Fray Pedro de Santa María Ulloa、圣加大利纳、天主的仆人们以及玛丽亚·德莱昂·贝罗和德尔加多。位于西班牙特内里费岛，Santo Domingo教堂。
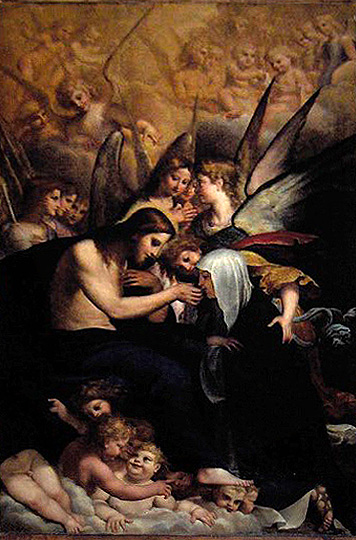
"圣加大利纳与耶稣的神圣缔结" 由弗朗切斯科·布里齊奧（英语：Francesco Brizzi）所绘。

### 引用
1. ↑  （意大利文）  （页面存档备份，存于）
2. ↑  （意大利文）  （页面存档备份，存于）
3. ↑  Proclamation of the Co-Patronesses of Europe, Apostolic Letter, 1 October 1999 （页面存档备份，存于）.
4. ↑  Liturgical Feast of St. Bridget, Homily, 13 November 1999.
5. 1 2  . newadvent.org.   [1 December 2010]. （原始内容存档于2019-11-09）.
6. ↑  Skårderud, p.411.
7. ↑  .   [2014-05-06]. （原始内容存档于2019-05-08）.
8. ↑  Raymond of Capua, Legenda Major I, iii.
9. ↑  Foley O.F.M., Leonard. Saint of the Day, Lives, Lessons, and Feast, (revised by Pat McCloskey O.F.M.) （页面存档备份，存于）, Franciscan Media, ISBN 978-0-86716-887-7
10. ↑  .   [2014-05-06]. （原始内容存档于2016-08-01）.
11. ↑  Catherine of Siena. Available Means. Ed. Joy Ritchie and Kate Ronald. Pittsburgh, Pa.: University of Pittsburgh Press, 2001. Print.
12. ↑  Raymond of Capua, Life, pp. 99-101.
13. ↑  Bynum, Caroline Walker. . University of California Press. 1987: 246  [2014-05-06]. ISBN 0-52006329-5; ISBN 978-0-52006-329-7. （原始内容存档于2016-06-28）.
14. ↑  Manseau, Peter. . London: Macmillan. 2009  [2014-05-06]. ISBN 1-42993665-7; ISBN 978-142993-665-1. （原始内容存档于2016-06-28）. Some [nuns], most famously Saint Catherine of Siena, imagined wearing the foreskin as a wedding ring.
15. ↑  Raymond of Capua, Life, pp. 105-107.
16. 1 2 3 4  Noffke, p. 5.
17. ↑  Letter T273, written by Catherine to Raymond, probably in June 1375, describes the event.
18. ↑  Letter 234 in Tommaseo's numbering.
19. ↑  Hollister, p. 343.
20. ↑  See Bernard McGinn, The Varieties of Vernacular Mysticism, (Herder & Herder, 2012), p561.
21. ↑  Noffke, p. 6.
22. ↑  Farmer, David Hugh.  4. ed. Oxford [u.a.]: Oxford Univ. Press. 1997: 93. ISBN 0-19-280058-2.

## 延伸閱讀
- Catherine of Siena (1707–1721) Opere, ed. Girolamo Gigli. 4 vols. Lucca; Siena
- Cross, F. L., ed. (1957) The Oxford Dictionary of the Christian Church. Oxford U. P.; p. 251
- The Dialogue of St. Catherine of Siena, TAN Books, 2009. ISBN 978-0-89555-149-8
- Carolyn Muessig, George Ferzoco, Beverly Mayne Kienzle, eds, A companion to Catherine of Siena, (Leiden: Brill, 2012).
- Hollister, Warren; Judith Bennett.  9. Boston: McGraw-Hill Companies Inc. 2001: 343. ISBN 0-07-234657-4.
- McDermott,, Thomas, O.P. . New York: Paulist Press. 2008. ISBN 0-8091-4547-2.
- Girolamo Gigli, ed, L'opere di Santa Caterina da Siena, 4 vols, (Siena e Lucca, 1707-1721)